# Oxyopes lepidus
Oxyopes lepidus là một loài nhện trong họ Oxyopidae.
Loài này thuộc chi Oxyopes. Oxyopes lepidus được John Blackwall miêu tả năm 1864.

## Hình ảnh

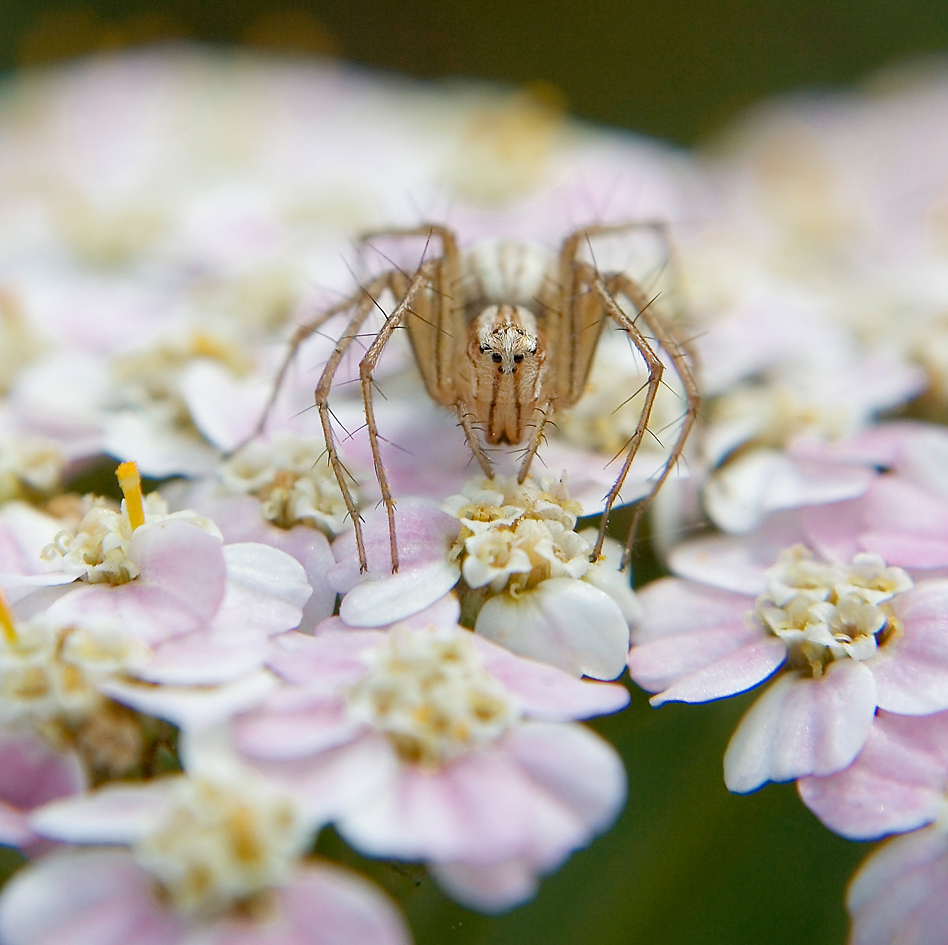
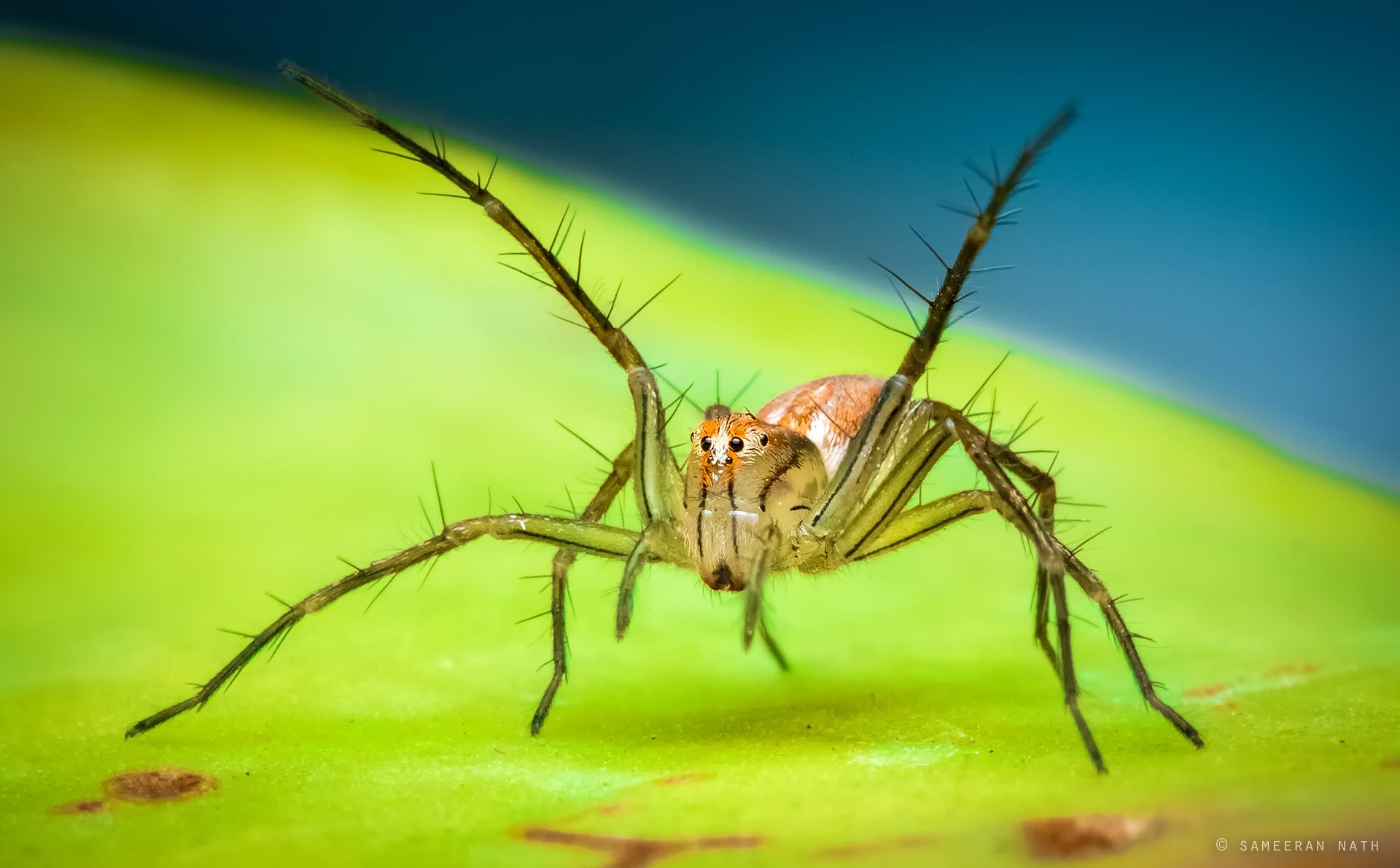
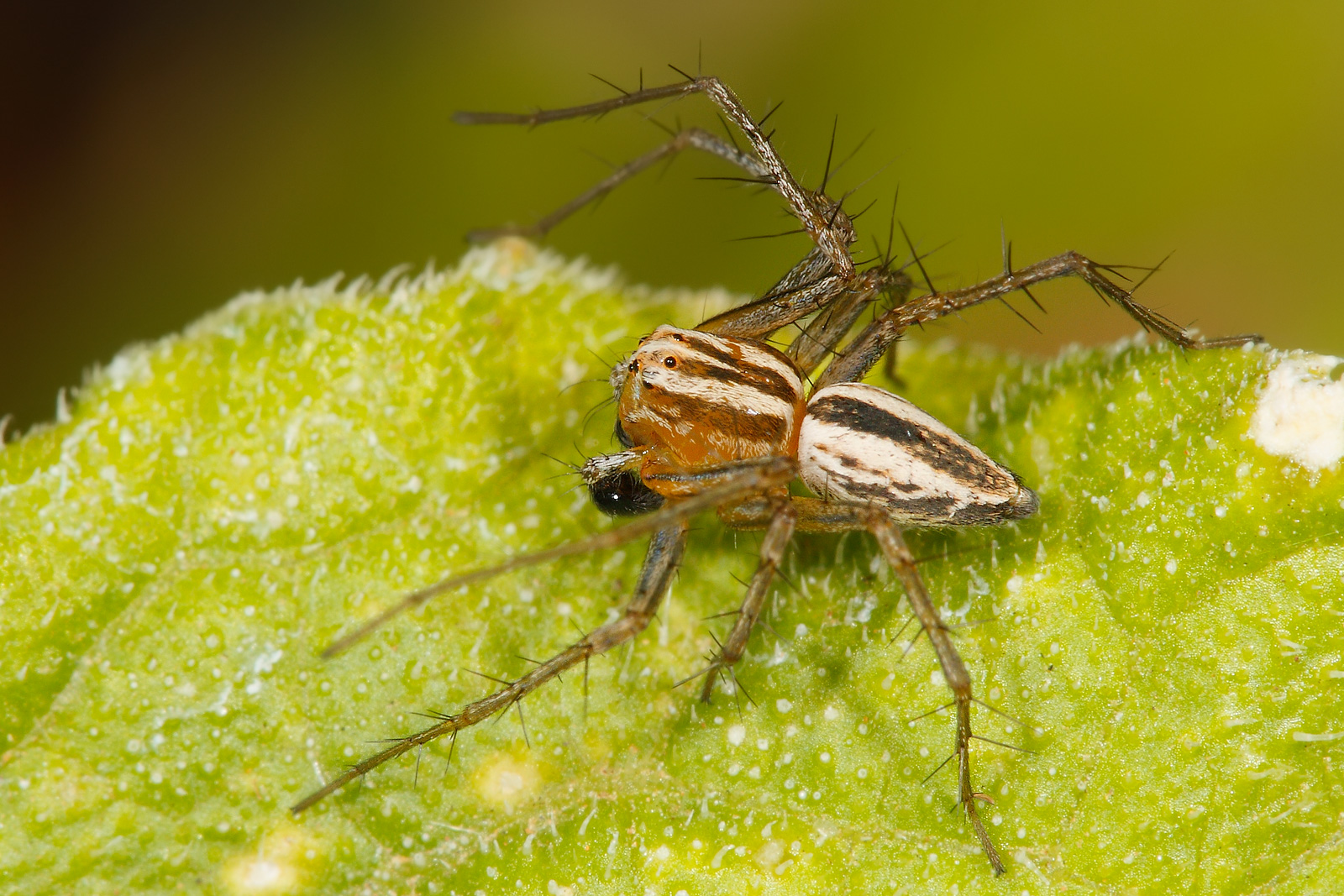
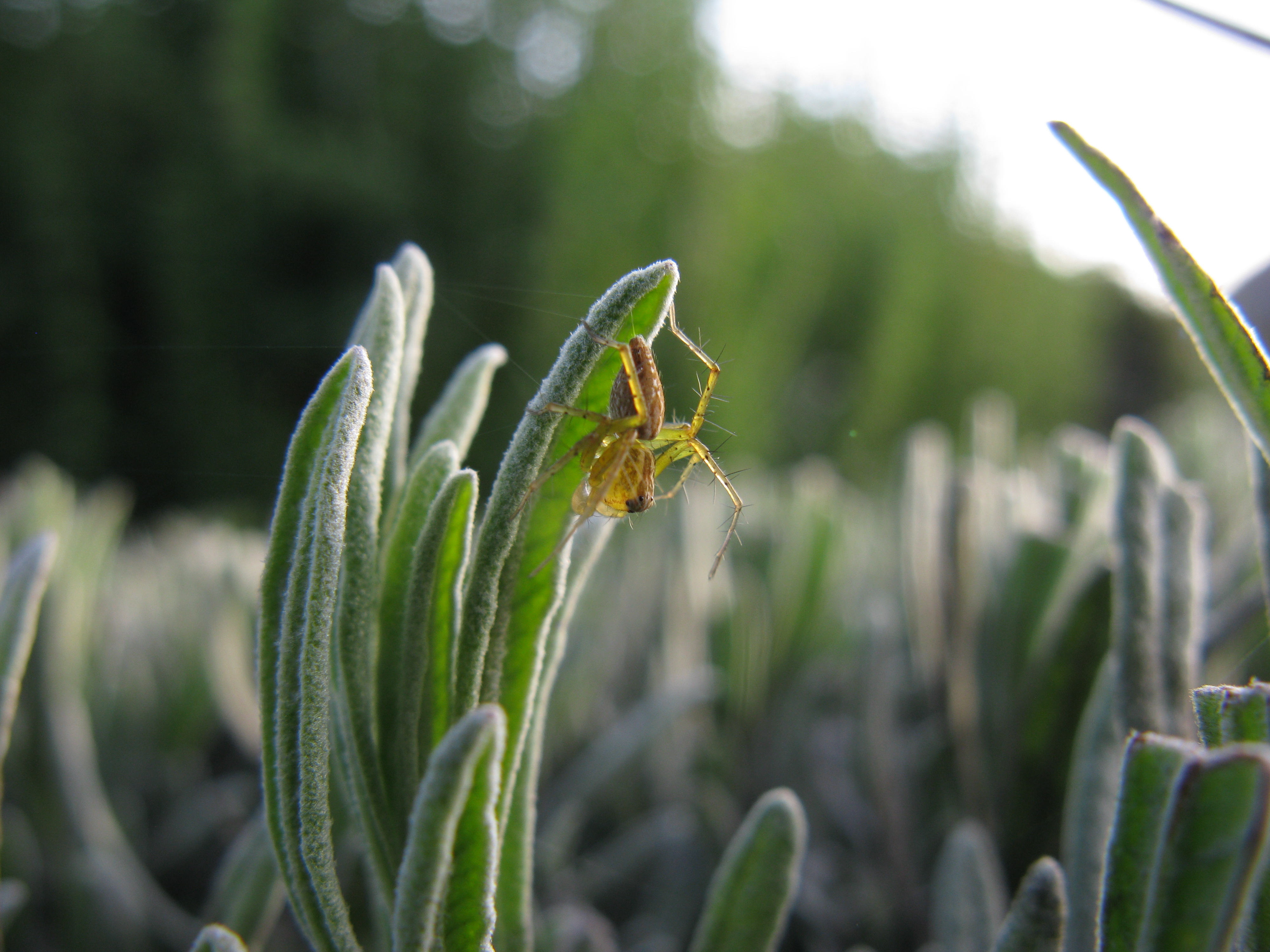